# WEVZA Cup 2023 (damer)
WEVZA Cup 2023 var den andra upplagan av tävlingen i volleyboll och utspelade sig mellan 22 och 24 september 2023. I turneringen deltog fyra klubblag från WEVZA:s medlemsförbund. AGIL Volley vann titeln för första gången. Anne Buijs utsågs till mest värdefulla spelare.

## Regelverk

### Format
Tävlingen spelades som ett gruppspel där alla lag mötte alla andra lag både hemma och borta. Det lag som kom först kvalificerade sig för CEV Challenge Cup 2023–24

### Metod för att bestämma tabellplacering
Om slutresultatet var 3-0 eller 3-1, tilldelades 3 poäng till det vinnande laget och 0 till det förlorande laget, om slutresultatet blev 3-2, tilldelades 2 poäng till det vinnande laget och 1 till det förlorande laget.
Placeringen i serien och nedflyttningsspelet bestämdes utifrån:
- Antal vunna matcher
- Poäng
- Förhållandet mellan vunna/förlorade set
- Förhållandet mellan vunna/förlorade spelpoäng
- Inbördes möte

## Deltagande lag
- Volleyball Academy
- AGIL Volley
- Terville FOC
- Rote Raben Vilsbiburg

## Turneringen

### Resultat[3]
| 22 september 2023 PalaTerdoppio, Novara Speltid: 1:53 - Åskådare: 150   | Rote Raben Vilsbiburg | 3 - 1 | Terville FOC          | 25-27, 25-14, 25-21, 25-19        |
| 22 september 2023 PalaTerdoppio, Novara Speltid: 1:06 - Åskådare: ?     | AGIL Volley           | 3 - 0 | Volleyball Academy    | 25-15, 25-17, 25-14               |
| 23 september 2023 PalaTerdoppio, Novara Speltid: ? - Åskådare: ?        | Rote Raben Vilsbiburg | 3 - 0 | Volleyball Academy    | 25-14, 25-19, 25-14               |
| 23 september 2023 PalaTerdoppio, Novara Speltid: 1:07 - Åskådare: 800   | AGIL Volley           | 3 - 0 | Terville FOC          | 25-19, 25-13, 25-19               |
| 24 september 2023 PalaTerdoppio, Novara Speltid: 2:10 - Åskådare: 200   | Volleyball Academy    | 3 - 2 | Terville FOC          | 16:25, 25-22, 22-25, 25-21, 17-15 |
| 24 september 2023 PalaTerdoppio, Novara Speltid: 2:26 - Åskådare: 1 010 | AGIL Volley           | 3 - 2 | Rote Raben Vilsbiburg | 25-22, 25-20, 22-25, 21-25, 16-14 |

### Sluttabell
| Pos. | Lag                   | Pt | G | V | P | VS | FS | Kvot  | VP  | FP  | Kvot  |
| ---- | --------------------- | -- | - | - | - | -- | -- | ----- | --- | --- | ----- |
| 1.   | AGIL Volley           | 8  | 6 | 3 | 0 | 9  | 2  | 4,500 | 259 | 203 | 1,275 |
| 2.   | Rote Raben Vilsbiburg | 7  | 6 | 2 | 2 | 8  | 4  | 2,000 | 281 | 237 | 1,185 |
| 3.   | Volleyball Academy    | 2  | 6 | 1 | 1 | 3  | 8  | 0,375 | 198 | 258 | 0,767 |
| 4.   | Terville FOC          | 1  | 6 | 0 | 3 | 3  | 9  | 0,333 | 240 | 280 | 0,857 |

## Slutplaceringar
| Pos | Lag                   | Turnering                 |
| --- | --------------------- | ------------------------- |
|     | AGIL Volley           | CEV Challenge Cup 2023–24 |
| 2   | Rote Raben Vilsbiburg |                           |
| 3   | Volleyball Academy    |                           |
| 4   | Terville FOC          |                           |